# COVIDtests.gov
COVIDtests.gov (コビットテスツ・ドット・ゴヴ) はアメリカ合衆国居住者及び米国外交郵便や米軍郵便を受け取ることが出来る人たちが無料の新型コロナウィルス抗原簡易検査キットをオーダーすることが出来る米連邦政府が設けたウェブサイトである。2022年1月19日にオーダーの受付を開始すると発表されたが、一日早く1月18日に受付を開始した。

## 概要
このウェブサイトについて2021年12月にジョー・バイデン大統領によって発表はされていたが、その当時はまだサイト名はなかった。2022年1月12日の水曜日にホワイトハウスによって翌週にはサイトがオンライン化することが発表された。
ホワイトハウスのウェブサイトに掲載された1月14日のプレスリリースは、その新しいウェブサイトが稼働した際には5億個の検査キットの用意があることが発表された。
ウェブサイトは当初はランディングページだけで発足した。英語版は以下の事が書かれていた：
合衆国の全ての世帯はもうすぐ４つの無料家庭用COVID-⁠19検査キットをオーダーすることが出来ます。検査キットは完全に無料です--郵送料もありませんし、あなたのクレジット・カード番号を打ち込む必要もありません。

1月14日にはCBSニュースは「検査キットはオーダー後7日から12日で発送されるはずだとホワイトハウスは述べている、しかし実際に家庭に届けられるのは恐らくそれよりも長くかかることだろう」と書いた。ニューヨーク・タイムズ紙は「人々が検査キットを早くても一月末までに受け取ることはないだろう。国（連邦）のいくつかの地域では、現在急増中ケースのピークが過ぎてからになるかもしれない」と述べた。
ウェブサイトは一日早く1月18日にオーダーの受付を始めた。その際にはランディング・サイトは更新され拡張されていた。 以下のメッセージが英語版に掲載されていた：
COVIDtests.govは明日のフルでの発足を支援するために早くも稼働中です。我々は連邦内のすべての住宅住所のための検査キットを持ち合わせています。もし予期しない問題が発生したら明日また試してみて下さい。

その際サイトは「オーダーは7日から12日で発送されます」と書かれていた。
1月19日、同サイトは正式にローンチされた。

## 利用法
COVIDtests.govの利用者が検査キットをオーダーする際にはアメリカ合衆国郵便公社のウェブサイトに設けられた特別な注文書ページに転送された。そのページで利用者は連絡先と郵送先を記入した。
COVIDtests.govには検査キットの仕組み、いつ使うべきか、検査結果をどうするかなどの情報も掲載されていた。

正式ローンチ直後、 CNNはCOVIDtests.govを既に利用した（CNNウェブサイト・ニュースの）読者の大半は問題がなかったが、少数の人に問題が生じたと報じた。

## オーダーの代替選択肢
ウェブサイトはオーダー用の電話番号を掲載している。